# Allium maowenense
Allium maowenense là một loài thực vật có hoa trong họ Amaryllidaceae. Loài này được J.M.Xu mô tả khoa học đầu tiên năm 1994.